# Деттманн, Хенрик
Хенрик Деттманн (фин. Henrik Dettmann; род. 5 апреля 1958, Хельсинки) — финский баскетбольный тренер. 

## Карьера
В 1973 году Деттманн начал работать в качестве помощника главного тренера «NMKY Хельсинки». В 1986 году переквалифицировался в главного тренера финского клуба. В 1987, 1989 и 1992 годах становился национальным чемпионом. Дважды получал премию «Тренер года в Финляндии» (1987, 1992). С 1982 года работал в структуре финских молодёжных сборных. С 1992 по 1997 год возглавлял национальную сборную Финляндии. В 1995 помог финнам выйти в финальную стадию чемпионата Европы — впервые с 1977 года.
1 сентября 1997 года возглавил тренерский штаб немецкой сборной. Деттманн помог сборной достичь полуфинала на чемпионате Европы 2001 и взять бронзовые медали на чемпионате мира 2002 (лучший показатель Германии за всю историю). В 2002 году удостоился награды «Тренер года» в Германии.
После неудачного выступления на чемпионате Европы 2003 и в квалификации на летние Олимпийские игры 2004 контракт с Деттманном не был продлён. В 2004 году возглавил немецкий клуб Миттельдойчер, с которым в том же году выиграл Кубок ФИБА. Однако из-за банкротства клуба Деттманн покинул его и подписал контракт с «Брауншвейгом». В январе 2010 года стал тренером французского клуба «Дижон», которому не смог помочь избежать вылета из Лиги Про A. С 2004 года продолжил руководить финской сборной, с которой трижды проходил в финальную стадию чемпионата Европы. С февраля по октябрь 2015 года работал главным тренером турецкого клуба «Бешикташ».
В сезоне 2016/2017 Деттманн был нанят главным тренером «Страсбура», но уже 27 октября 2016 был уволен. В 4 из 5 матчей команда потерпела поражение и опустилась на предпоследнее место.

## Достижения
- Бронзовый призёр чемпионата мира: 2002
- Обладатель Кубка ФИБА: 2003/2004
- Чемпион Финляндии (5): 1983/1984, 1984/1985, 1986/1987, 1988/1989, 1991/1992